# Мали туко-туко
Мали туко-туко (Ctenomys minutus) је врста глодара (Rodentia) из породице туко-тукоа (Ctenomyidae).

## Распрострањење
Врста има станиште у Боливији и Бразилу.

## Станиште
Станишта врсте су поља риже и екосистеми ниских трава и шумски екосистеми.

## Угроженост
Подаци о распрострањености ове врсте су недовољни.